# Гулієв Вілаят Мухтар-огли
Гулієв Вілаят Мухтар огли (нар. 5 листопада 1952, Агджабеді) — депутат Національних зборів Азербайджану I скликання, міністр закордонних справ Азербайджану з 1999 по 2004 рік, надзвичайний і повноважний посол Азербайджану в Боснії та Герцеговині (з 4 травня 2022), філолог.